# Tiết Cô Duyên
Tiết Cô Duyên (chữ Hán: 薛孤延), người thị tộc Tiết Cô, dân tộc Thổ Dục Hồn Tiên Ti, sinh quán là quận Đại , là mãnh tướng các nhà Bắc Ngụy, Đông Ngụy, Bắc Tề trong lịch sử Trung Quốc.

## Cuộc đời và sự nghiệp

### Đời Bắc Ngụy
Duyên từ nhỏ kiêu dũng quả cảm. Tham dự khởi nghĩa Hàn Lâu, rồi cùng bọn Vương Hoài ngầm mưu giết Lâu, bị Úy soái Ất Phất Xú phát giác, ra sức chiến đấu mới chạy thoát về hàng triều đình Bắc Ngụy. Được Hành đài Lưu Quý dùng làm đô đốc, gia hiệu Chinh lỗ tướng quân, ban tước Vĩnh Cố huyện hầu. Sau đó làm đô đốc dưới quyền Cao Hoan, theo ông ta khởi binh chống lại họ Nhĩ Chu, đại thắng ở Quảng A, nhân đó bình được Nghiệp Thành, nhờ công được tiến tước công, thăng làm Đại đô đốc. Tham dự đại thắng ở Hàn Lăng, được gia Kim tử quang lộc đại phu. Theo đại quân truy kích Nhĩ Chu Triệu đến Xích Hồng Lĩnh, nhận chức Đệ nhất lĩnh dân tù trưởng.

### Đời Đông Ngụy
Hiếu Tĩnh đế lên ngôi (534), được bái làm Hiển Châu thứ sử, lại gia Xa kỵ tướng quân. Năm Thiên Bình thứ 4 (537), theo Cao Hoan đánh Tây Ngụy. Đến Bồ Tân, nghe tin Đậu Thái thua trận, Cao Hoan lui quân, Duyên chặn hậu, vừa đánh vừa đi, một ngày làm gãy 15 thanh đao. Trở về, được chuyển làm Lương Châu thứ sử. Theo quân đánh Ngọc Bích (542), lại chuyển làm Hằng Châu thứ sử. Theo quân đánh quân Tây Ngụy ở Mang Sơn (543), tiến tước làm huyện công, thực ấp 1000 hộ.
Duyên nhiều lần theo Cao Hoan đánh dẹp bộ tộc Sơn Hồ, tham dự vây thành Ngọc Bích (546). Vào triều làm Tả vệ tướng quân, đổi phong Bình Tần quận công. Làm Tả sương đô đốc, tham dự cuộc chiến giành lại Dĩnh Châu. Duyên chuyên trách việc đắp núi đất, do say rượu nên bị quân Tây Ngụy tập kích chiếm mất. Bình xong Dĩnh Châu, trong tiệc mừng công ở Hoa Lâm Viên, Cao Trừng trách tội ông để làm nhục. Sau đó được kiêm hiệu Lĩnh quân tướng quân, ra làm Thương Châu thứ sử, riêng phong Ôn huyện nam, thực ấp 300 hộ.

### Đời Bắc Tề
Nhà Tề kiến lập (550), riêng ban tước Đô Xương huyện công. Năm Thiên Bảo thứ 2 (551), được làm Thái tử thái bảo, chuyển làm Thái tử thái phó. Năm thứ 8 (552), nhận chức Tứ Châu thứ sử, gia Khai phủ nghi đồng tam tư, được ăn lộc Kiền của quận Lạc Dương, ít lâu đổi sang ăn lộc Kiền của quận Hà Gian. Sử cũ không chép hậu sự của Duyên.

## Dật sự
Cao Hoan thường kiểm tra ngựa ở Bắc Mục, gặp hôm mưa lớn, sấm nổ vang trời. Phía trước có một ngôi phù đồ, Cao Hoan lệnh Duyên đi xem xét, ông bèn giục ngựa vỗ sóc mà đi, được 30 bước thì bị sét đánh cháy mặt mũi. Duyên gầm lên, chạy quanh phù đồ một vòng, thì lửa tắt. Ông trở lại, lông mày, tóc mai bị cháy sạch, Cao Hoan khen rằng: "Tiết Cô Duyên có thể đấu với sấm sét à?"

## Đánh giá
Duyên tính hay rượu, nhiều lần ở trong quân mà say đến không biết gì. Nhưng ông dũng cảm thiện chiến, thường được dùng làm tiền phong, đương thời xếp ngang hàng với bọn Bành Nhạc, Lưu Phong, Hàn Quỹ, Phan Nhạc, chỉ xếp dưới Cao Ngao Tào.